# 立川生志の世の中こげん面白かばい!
『立川生志の世の中こげん面白かばい!』（たてかわしょうしのよのなかこげんおもしろかばい!）はRKB毎日放送（RKBラジオ）で2014年4月から2021年3月27日まで放送されていたニュース批評番組。

## 番組概要
世界各地で起きた笑えるニュースをパーソナリティーが批評する番組。

## 放送時間
- 土曜日 7:00-7:30（JST。2020年10月-）

### 過去の放送時間
- 土曜日 22:30-23:00（JST。2014年4月-2015年3月）
- 日曜日 9:00-9:30（JST。2015年4月-2017年3月）
- 月曜日 20:30-21:00（JST。2017年4月-2018年3月[1]）
- 日曜日 8:30-9:00（JST。2018年4月[2]-2020年9月）

## パーソナリティ
- 立川生志（落語家）
- 久米ゆき

## スポンサー
- 太宰府天満宮

## 特別番組
- 「新春ホリデーSP 立川生志の世の中こげん面白かばい!正月スペシャル」（2016年1月3日 6:30-18:00）
- 「新春ホリデーSP 立川生志の世の中こげん面白かばい!正月スペシャル」（2017年1月3日 6:30-18:00）[3]
- 「立川生志の世の中こげん面白かばい!正月スペシャル」（2018年1月3日 6:30-18:00）[4]
- 「新春スペシャル 立川生志の世の中こげん面白かばい!」（2019年1月3日 6:30-17:30）[5]
- 「新春スペシャル　立川生志の世の中こげん面白かばい!生志の梅花の宴」（2020年1月3日 6:30-17:30）[6]